# Wizygarda
Wizygarda (Wisegarda) – Longobardka, córka króla Longobardów Wachona, druga żona króla frankijskiego Teodeberta I (534–548).
Wizygarda miała mieszane pochodzenie: była córką króla Longobardów Wachona i zarazem wnuczką króla Gepidów (prawdopodobnie Elemunda). Została drugą żoną Teodeberta, władcy Austrazji z dynastii Merowingów. Pierwsza żona Teodeberta, Deuteria, została odrzucona w 536 po tym jak doprowadziła do śmierci córki z jej pierwszego małżeństwa. Teodebert poślubił Wizygardę, z którą był zaręczony jeszcze przed poślubieniem Deuterii, czyli przed 533. O małżeństwie zadecydowały względy polityczne, był to wyraz tymczasowego frankijsko-longobardzko-gepidzkiego sojuszu wymierzonego w Bizancjum i Ostrogotów. Zmarła wkrótce po ślubie.
W 1959 roku Otto Doppelfeld odkrył w Kolonii jej prawdopodobny grób datowany na połowę VI wieku. Pod prezbiterium i przylegającym do niego oratorium znaleziono dwa groby zawierające monety z połowy VI wieku i wiele ozdób wskazujących na wysokie, królewskie pochodzenie pochowanej tam kobiety i chłopca.